# Hugh Audley (1er baron Audley de Stratton Audley)
Pour les articles homonymes, voir Hugh Audley.
Hugh (de) Audley (né vers 1267 et mort avant mars 1326), 1er baron Audley de Stratton Audley, est un chevalier et noble anglais.

## Biographie

### Origines et début de carrière militaire
Hugh Audley est issu de la famille Audley. Il est le plus jeune fils de James Audley et de Ela de Longue-Épée, fille de Guillaume II de Longue-Épée. Après le décès de son père en 1272, le jeune Hugh hérite de Stratton Audley, dans l'Oxfordshire, apporté en dot par sa mère. Audley épouse au plus tard en 1288 Isolde le Rous, veuve de Walter de Balun. Ils ont trois enfants : James, Hugh et Alice. 
En 1294, Hugh prend part à la guerre de Guyenne. On sait qu'il est capturé alors qu'il combat contre la France et est détenu jusqu'au 2 avril 1299. De 1299 à 1302, il participe aux campagnes anglaises en Écosse. En 1306, il sert comme juge de paix dans le nord du pays de Galles. En 1309, il est nommé connétable du château de Montgomery. Enfin, Hugh est présent à la bataille de Bannockburn en 1314.

### Rébellion contre Édouard II
Son second fils Hugh, qu'il présente à la cour avant novembre 1311, est l'un des principaux courtisans du roi Édouard II entre 1316 et 1318, date à laquelle il est supplanté par Hugues le Despenser. Audley et son fils cadet prennent part en mai 1321 à la rébellion des seigneurs des Marches galloises contre Despenser. Au même moment, Hugh Audley l'Aîné est créé baron Audley par le roi. 
Malgré le triomphe temporaire des rebelles qui parviennent à exiler Despenser en août 1321, le roi prépare sa revanche. En janvier 1322, Édouard part en campagne contre les seigneurs des Marches. Audley capitule avec son allié Maurice de Berkeley le 6 février. Il est immédiatement incarcéré au château de Wallingford, où son fils Hugh le rejoint quelques semaines plus tard après la bataille de Boroughbridge.

### Emprisonnement et tentative de fuite
Pour autant, certains des vassaux de Hugh Audley fomentent un complot au début du mois de janvier 1323 afin de le libérer. La chronique Vita Edwardi Secundi rapporte qu'un certain Roger Wauton et d'autres hommes réussissent à introduire clandestinement des armes au sein de la forteresse en rendant visite aux prisonniers et neutralisent les membres de la garnison le 11 janvier. 
Un serviteur parvient toutefois à alerter le maire de la ville de Wallingford de l'insurrection. Le maire fait alors immédiatement encercler le château et prévient précipitamment Édouard II, qui est informé de la situation avant le 17 janvier et charge les comtes de Kent et de Winchester d'assiéger Wallingford. Les conspirateurs se rendent aux alentours du 25 janvier 1323. 

### Mort
Malgré cette tentative d'évasion, Audley et Berkeley demeurent emprisonnés et placés sous une plus forte vigilance. L'attaque dirigée contre Wallingford devait peut-être être organisée à une plus vaste échelle avec d'autres tentatives de délivrance de rebelles au château de Windsor et à la Tour de Londres,. Cette hypothèse est d'autant plus crédible que le baron Roger Mortimer de Wigmore parvient à s'évader de Londres le 1er août 1323. 
Hugh Audley meurt en captivité à Wallingford entre novembre 1325 et mars 1326, quelques mois avant que Mortimer prenne la tête d'une nouvelle rébellion et renverse Édouard II et Despenser. Son fils Hugh est quant à lui libéré à la suite du soulèvement de Mortimer.